# Žampach
Žampach (deutsch Sandbach) ist eine Gemeinde im Okres Ústí nad Orlicí in Tschechien.

## Geschichte

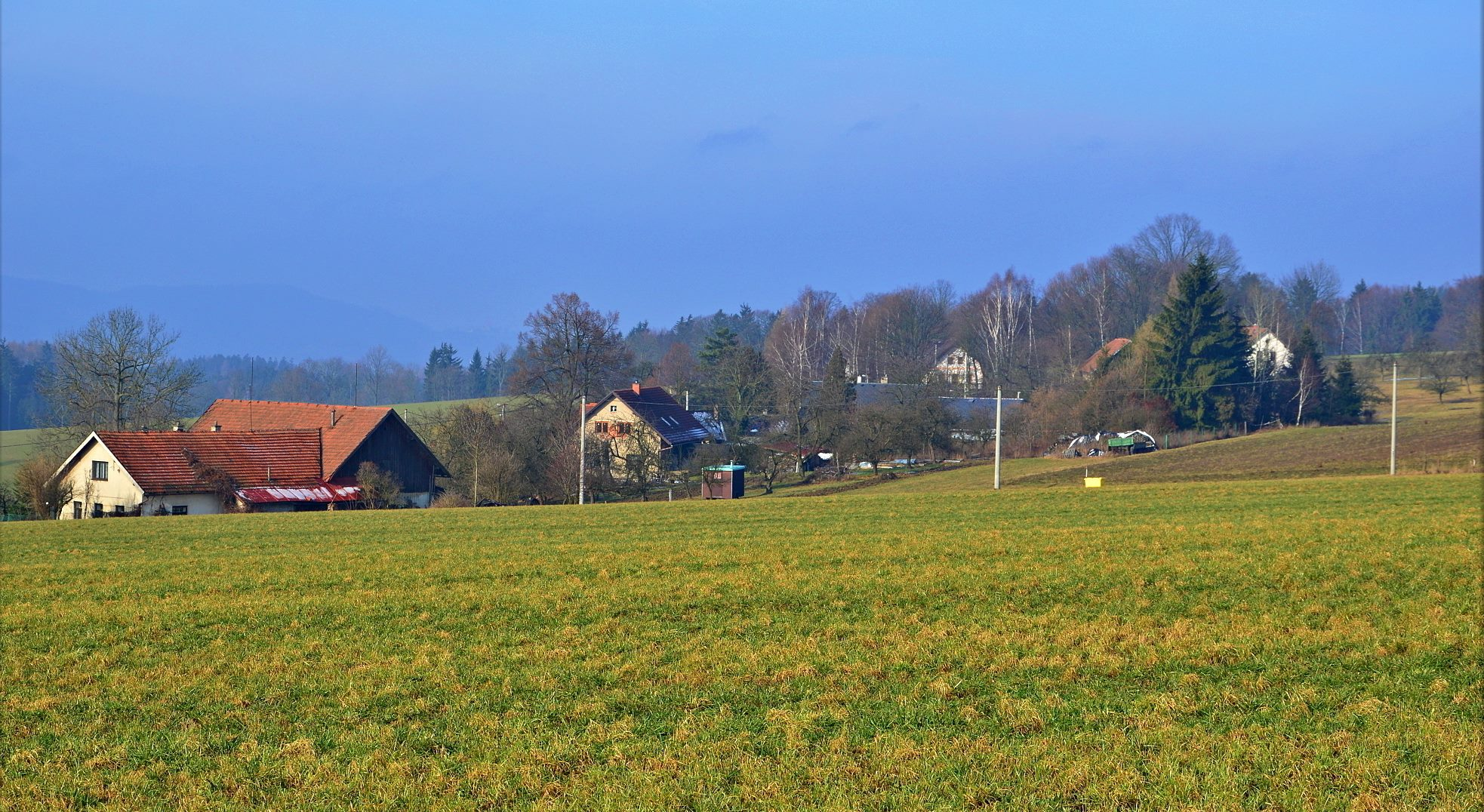
Žampach

Das Dorf Žampach entwickelte sich aus einer Ansiedlung bei der Burg Žampach. Es wird erstmals 1513 erwähnt und gehörte zur Herrschaft Žampach, die seit der 2. Hälfte des 14. Jahrhunderts im Besitz der Herren von Pottenstein war.
Anfang des 17. Jahrhunderts gehörte das Dorf der Adelsfamilie von Oppersdorf. Nach dem Tod Friedrich d. Ä. von Oppersdorf ging es 1630 testamentarisch an den Königgrätzer Jesuitenorden. Dieser ließ 1672 in Žampach eine barocke Sommerresidenz errichten. Nach der Aufhebung des Ordens 1773 wechselten die Besitzer mehrmals. Die Entwicklung des Dorfes blieb unbedeutend.

## Ortsgliederung
Die Gemeinde Žampach besteht aus den Ortsteilen Hlavná (Haupt) und Žampach (Sandbach).

## Sehenswürdigkeiten
- Schloss
- Burg Žampach